# Savigné
För andra betydelser, se Savigne.
Savigné är en kommun i departementet Vienne i regionen Nouvelle-Aquitaine i västra Frankrike. Kommunen ligger i kantonen Civray som tillhör arrondissementet Montmorillon. År 2022 hade Savigné 1 265 invånare.

## Befolkningsutveckling
Antalet invånare i kommunen Savigné
| Referens: INSEE |